# Липик
Липик је градић и познато бањско лечилиште у западној Славонији, Република Хрватска.

## Историја
Почетком 20. века Липик је као село припадао Пакрачкој парохији, која је друге платежне класе (са два свештеника). У месту је било седиште политичке општине, има пошту и брзојав, ради комунална основна школа. Православни верници из места похађали су цркву посвећену Сошествију Св. Духа у Пакрацу, при којој су служили пароси, поп Сава Стојаковић и поп Данило Подунавац.
Терме Липик
Липик као насеље и лечилиште на десној страни Пакре развија се у 18. веку као термално-лечилишни центар. Терме се спомињу још у римско доба. Бржи развој почиње у 19. веку са изградњом и уређењем модерног купалишта, парка и хотела. Објекти су грађени у стилу сецесије. Године 1876. за бању се каже да јодна- има врео 51 степен јодни-патрон-кали-извор. Бањски лекар је др Керн, а ту се лече болести: сифилис, шкрофула, костобоља, женске и кожне болести. Посетиоцима су на услузи пошта и телеграф.
Рат у Хрватској
У грађанском рату Липик је доста страдао. Уништена је економска инфраструктура, али и велики део добара из културне баштине. До нове територијалне организације у Хрватској, подручје града Липика налазило се у саставу бивше велике општине Пакрац.

## Становништво
На попису становништва 2011. године, град Липик је имао 6.170 становника, од чега у самом Липику 2.258.

### Попис 2001.
По попису становништва из 2001. године, Град Липик је имао 6.674 становника, од чега је у самом Липику живело 2.300 становника.

### Попис 1991.
До нове територијалне организације, Град Липик се налазио у саставу бивше велике општине Пакрац. Национални састав града Липика, по попису из 1991. године је био следећи:
| година пописа | укупно | Срби           | Хрвати         | Југословени | остали         |
| ------------- | ------ | -------------- | -------------- | ----------- | -------------- |
| 1991.         | 11.222 | 4.987 (44,43%) | 4.277 (38,11%) | 490 (4,36%) | 1.468 (13,08%) |

На попису становништва 1991. године, насељено место Липик је имало 3.725 становника, следећег националног састава:
| Попис 1991.‍   | Попис 1991.‍  | Попис 1991.‍ | Попис 1991.‍ | Попис 1991.‍ |
| ------------- | ------------ | ----------- | ----------- | ----------- |
|               |              |             |             |             |
| Срби          | Срби         |             | 1.499       | 40,24%      |
| Хрвати        | Хрвати       |             | 1.447       | 38,84%      |
| Југословени   | Југословени  |             | 249         | 6,68%       |
| Италијани     | Италијани    |             | 85          | 2,28%       |
| Чеси          | Чеси         |             | 74          | 1,98%       |
| Мађари        | Мађари       |             | 39          | 1,04%       |
| Украјинци     | Украјинци    |             | 12          | 0,32%       |
| Словенци      | Словенци     |             | 11          | 0,29%       |
| Албанци       | Албанци      |             | 10          | 0,26%       |
| Муслимани     | Муслимани    |             | 10          | 0,26%       |
| Немци         | Немци        |             | 7           | 0,18%       |
| Руси          | Руси         |             | 3           | 0,08%       |
| Македонци     | Македонци    |             | 2           | 0,05%       |
| Словаци       | Словаци      |             | 2           | 0,05%       |
| Црногорци     | Црногорци    |             | 2           | 0,05%       |
| Пољаци        | Пољаци       |             | 1           | 0,02%       |
| остали        | остали       |             | 4           | 0,10%       |
| неопредељени  | неопредељени |             | 175         | 4,69%       |
| регион. опр.  | регион. опр. |             | 2           | 0,05%       |
| непознато     | непознато    |             | 91          | 2,44%       |
| укупно: 3.725 |              |             |             |             |

## Привреда
За време Југославије у Липику је постојала индустријска производња стакла „Творнице равног стакла Липик”, која је основана 1963. Творница данас ради под именом „Липик Глас”, која је од 2001. део италијанске групације Финдид Груп.

## Управа
Градоначелник је Винко Касана.

## Партнерски градови
- Нојштат ан дер Ајш
- Абано Терме
- Игал
- Чаковец
- Вараждин